# Paraphylax fasciatipennis
Paraphylax fasciatipennis är en stekelart som beskrevs av William Harris Ashmead 1904. Paraphylax fasciatipennis ingår i släktet Paraphylax och familjen brokparasitsteklar. Inga underarter finns listade i Catalogue of Life.